# Otaru
Otaru (japanska: 小樽市?, Otaru-shi) är en hamnstad på den japanska ön Hokkaido. Otaru ligger i Shiribeshi subprefektur och har cirka 107 000 invånare (2022). Staden ingår i Sapporos storstadsområde.

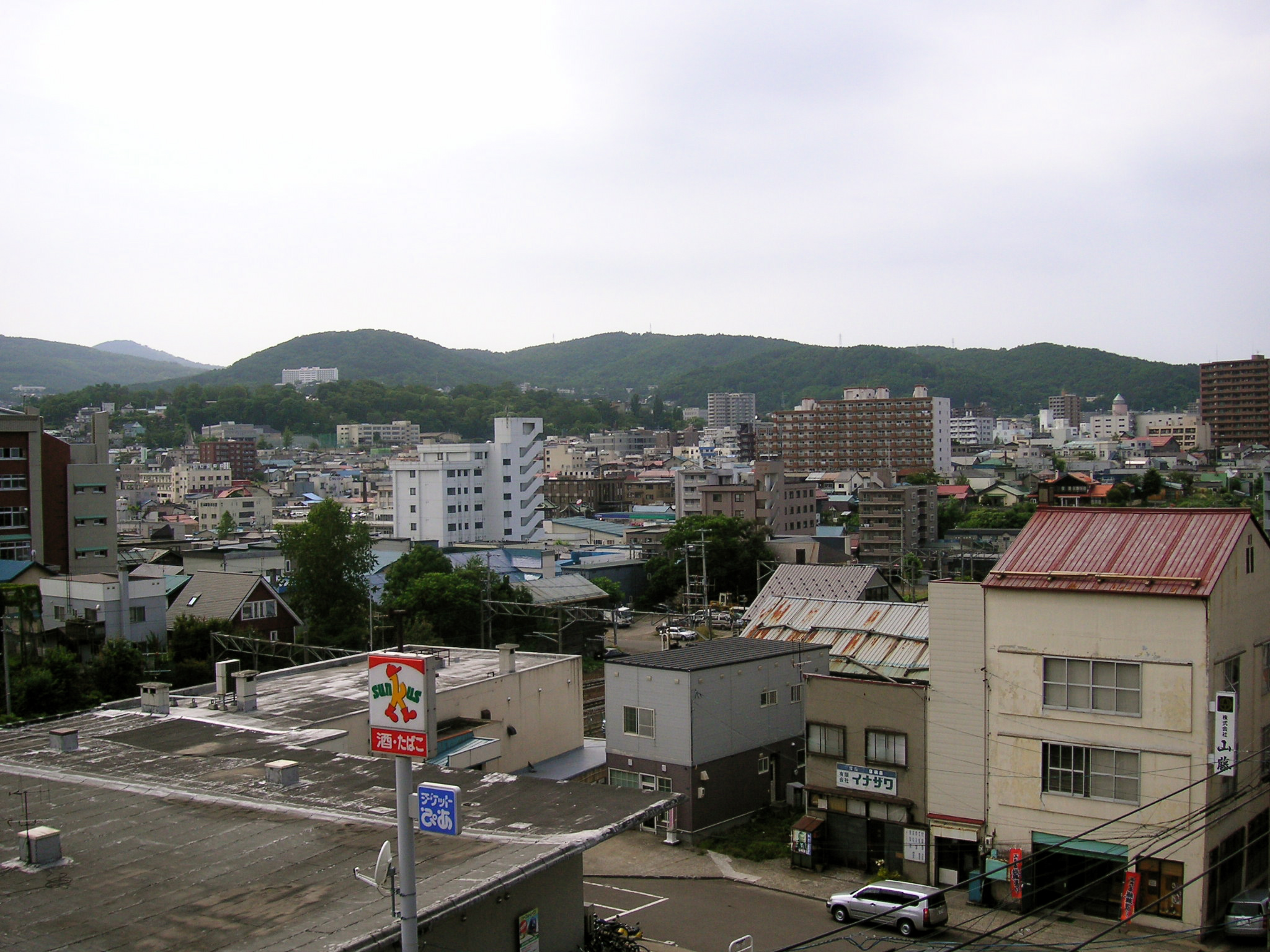
Vy över Otaru.

## Borgmästare
- Kazuo Shimura, 30 april 1975–29 april 1987
- Masa'aki Araya, 30 april 1987–29 april 1999
- Katsumaro Yamada, 30 april 1999–29 april 2011
- Yoshiharu Nakamatsu, 30 april 2011–29 april 2015
- Hideaki Morii, 30 april 2015–25 juli 2018
- Toshiya Hazama, 26 augusti 2018–

Denna lista hämtas från Wikidata. Informationen kan ändras där.